# 西手
西手（にしで Nishide）は鹿児島県薩摩郡川内町にあった大字である。旧薩摩郡隈之城郷西手村、薩摩郡隈之城村大字西手。
「西手」という地名は古代に行われた条里制によるものであると考えられている。

## 地理
1940年（昭和15年）に分割される時点で川内町のほぼ南端部、隈之城川の下流域に位置していた。字域の北方には川内町大字向田、南方には串木野町大字下名、東方には川内町大字東手、西方には川内町大字宮里、高江村高江、串木野町大字羽島、串木野町大字荒川にそれぞれ接している。
また、1930年に分割される以前の字域は現在の薩摩川内市冷水町、隈之城町、中福良町、青山町、都町、尾白江町、木場茶屋町の全域に当たる。
字域の中央部を鹿児島本線が南北に通っており、中央部には隈之城駅、南部には木場茶屋駅が所在している。

### 小字
西手にあった小字は、流寄、汐入、上床、餅田、下餅田、上餅田、淵ノ上、仁礼木、瀬白木、尾賀原、後原、石間伏、古寺、尾賀ノ上、後牟田、湯尻、平尾賀、梅ケ町、池田、青木、尾賀、久木元、池尻、尾崎、藤次原、野首、中津町、餅ケ丸、菱川、仮屋崎、小路、西之口、丸尾、岩崎、池頭、湯木、城、城ノ下、先崎、柿木、湯ノ谷、川原田、荒蒔、山本、木練、永野、霧島、上原、松迫、西平、一町ケ丸、畑江、橋口、坂元、成岡、石原、川添、立石、集、菖蒲毛、下木場、寺茂、二瀬川、笹川、馬渡、仏木、船田、島田、下島田、兎田、山仁田、原田、六田、堀切、浦田、松本、薗田、薗内、郷庵、大山、堀内、中川、杉安、上新田、蕨野、小北平、久見原、井出平、穴鹿倉、床並、河路、下之段、岡峯、焼居、木場谷、文亀庵、荷落、荒峯、宇重野、小峯、柳迫、中段、滑、上段、岩瀬戸、滝下、内梨子、白石、高貫、平野原、麦、灰原、門前、屋敷田南、京手、中塚、都原、本領、椎木、山口、田浦、霜月田、道床、尾見鳥、二月田、吉長ヶ野、永田、中山、青山、樋口、大谷、芹場、柿田、野平、蕨ヶ迫、瀬戸山、木場、木場原、西迫、前田、小吹、竹中、杉島、別府、東町、寺田、杭木、榎田、王ノ前、中塚、橋下、馬場、四反畑、田畑、迫畑、江袋、谷口、前原、芦谷、鳥越がある

## 歴史

### 西手の成立と中世
西手という地名は戦国期より見える名田名であり、西手名と称しており、薩摩国薩摩郡のうちであった。西手という地名は天正2年の「上井覚兼日記」にあるのが初見であると考えられている。但し、室町期の資料には「ひがして」の記述があり、この頃から西手が存在していたのではという説もある。

### 江戸期の西手
江戸期には薩摩国薩摩郡隈之城郷（外城）のうちであり、村高は「検地目録」及び「天保郷帳」では3,182石余、「旧高旧領」では2,337石余であった。
江戸期には東部にあった二福城に隈之城郷の地頭仮屋が置かれており、隈之城郷の中心地となり周辺には麓が形成されていたが、慶長年間に向田に地頭仮屋が移された。

### 町村制施行から解体消滅まで
1889年（明治22年）に町村制が施行されたのに伴い、隈之城郷の区域より隈之城村が成立し、江戸期の西手村は隈之城村の大字「西手」となった。1929年（昭和4年）に隈之城村が平佐村、東水引村と合併し、川内町を新設し、大字西手の区域は川内町の大字「西手」となった。
1940年（昭和15年）には川内町が市制施行するのに伴い、西手の区域は冷水町、隈之城町、中福良町、青山町、都町、尾白江町、木場茶屋町にそれぞれ分割され、大字西手は廃止された。

### 字域の変遷
以下の記述は『角川日本地名大辞典 46 鹿児島県』角川書店 498頁の記述に基づく。
| 分割実施後       | 分割実施年         | 分割実施前     |
| ---------------- | ------------------ | -------------- |
| 川内市冷水町     | 1940年（昭和15年） | 川内町大字西手 |
| 川内市隈之城町   | 1940年（昭和15年） | 川内町大字西手 |
| 川内市中福良町   | 1940年（昭和15年） | 川内町大字西手 |
| 川内市青山町     | 1940年（昭和15年） | 川内町大字西手 |
| 川内市都町       | 1940年（昭和15年） | 川内町大字西手 |
| 川内市尾白江町   | 1940年（昭和15年） | 川内町大字西手 |
| 川内市木場茶屋町 | 1940年（昭和15年） | 川内町大字西手 |

## 施設
教育
- 隈之城尋常小学校（現在の薩摩川内市立隈之城小学校）

## 交通

### 道路
国道
- 国道2号（現在の国道3号の前身）

### 鉄道
日本国有鉄道鹿児島本線
- 隈之城駅 - 木場茶屋駅